# 岡田英次
岡田 英次（おかだ えいじ、1920年〈大正9年〉6月13日 - 1995年〈平成7年〉9月14日）は、日本の俳優。千葉県銚子市生まれ。身長166cm。慶應義塾普通部を経て、慶應義塾大学経済学部を卒業。

## 来歴・人物
1946年、村山知義の第2次新協劇団に入団。1949年に『花の素顔』で映画デビュー。
1950年、今井正監督の『また逢う日まで』で久我美子の相手役を演じたことで一躍注目を浴びる。
「新協劇団」分裂後の1954年、劇団青俳を木村功らと設立。後に現代人劇場を経てフリーに。『真空地帯』『ここに泉あり』などの話題作に次々と出演したほか、1959年にはアラン・レネ監督の『二十四時間の情事』に出演。世界的にも知られることに。主演した『砂の女』（1964年）は海外の映画祭やアカデミー賞で高評価された。
テレビドラマでは『樅ノ木は残った』『俺たちの旅』『チロルの挽歌』などに出演した。
その日本人離れした彫りの深い整った風貌から「和製ジャン・マレー」と云われ、親しまれた。
1995年9月14日、心不全のため死去。75歳没。
従妹は遠藤周作と結婚した。
息子は翻訳家の岡田壯平。

## 出演

### 映画
- 花の素顔（1949年、松竹）
- 女の顔（1949年、太泉映画）

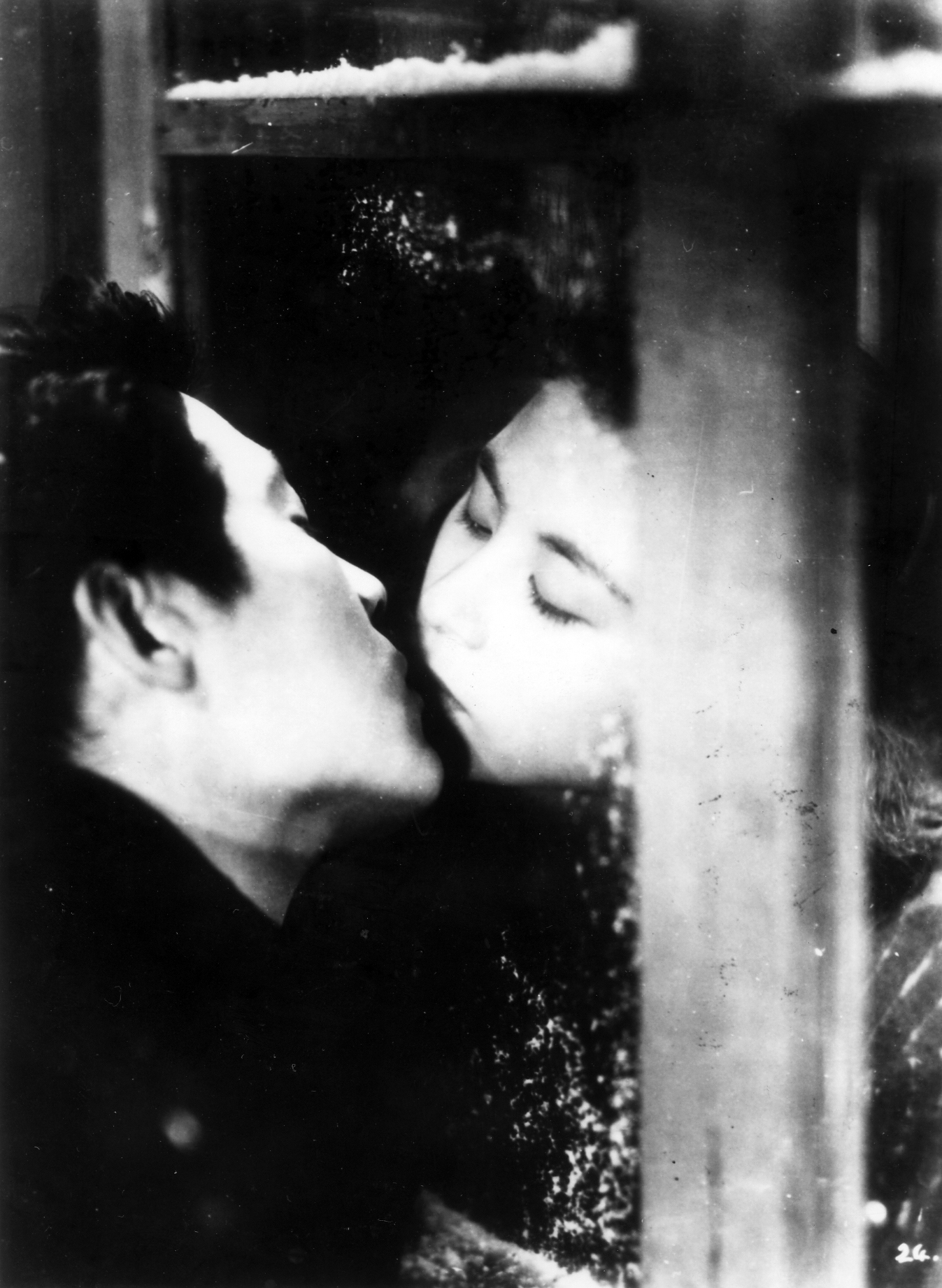
『また逢う日まで』(1950年）。右は久我美子。

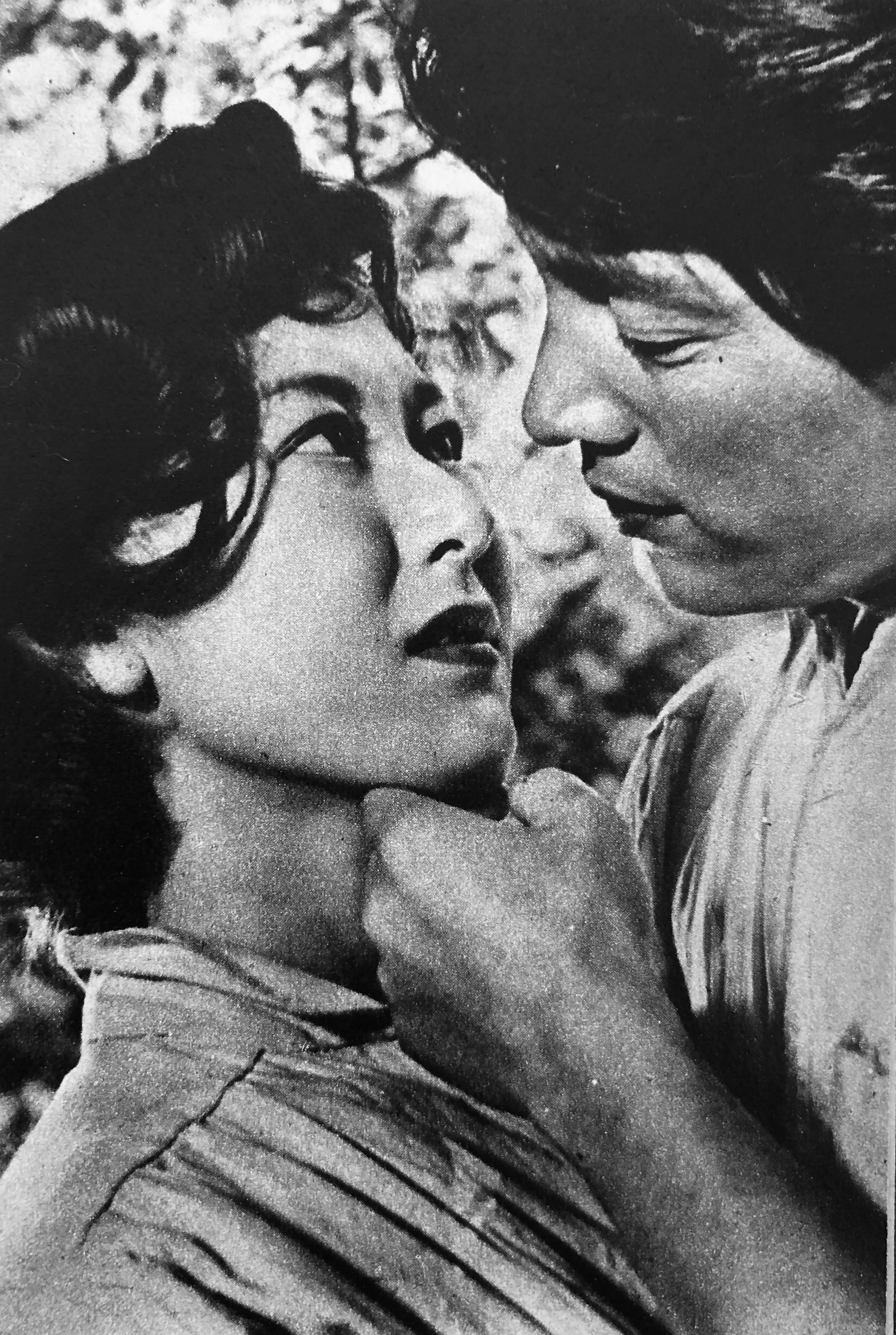
『ここに泉あり』(1950年）。左は岸恵子。

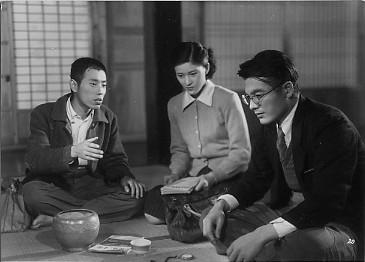
『山びこ学校』（1952年）

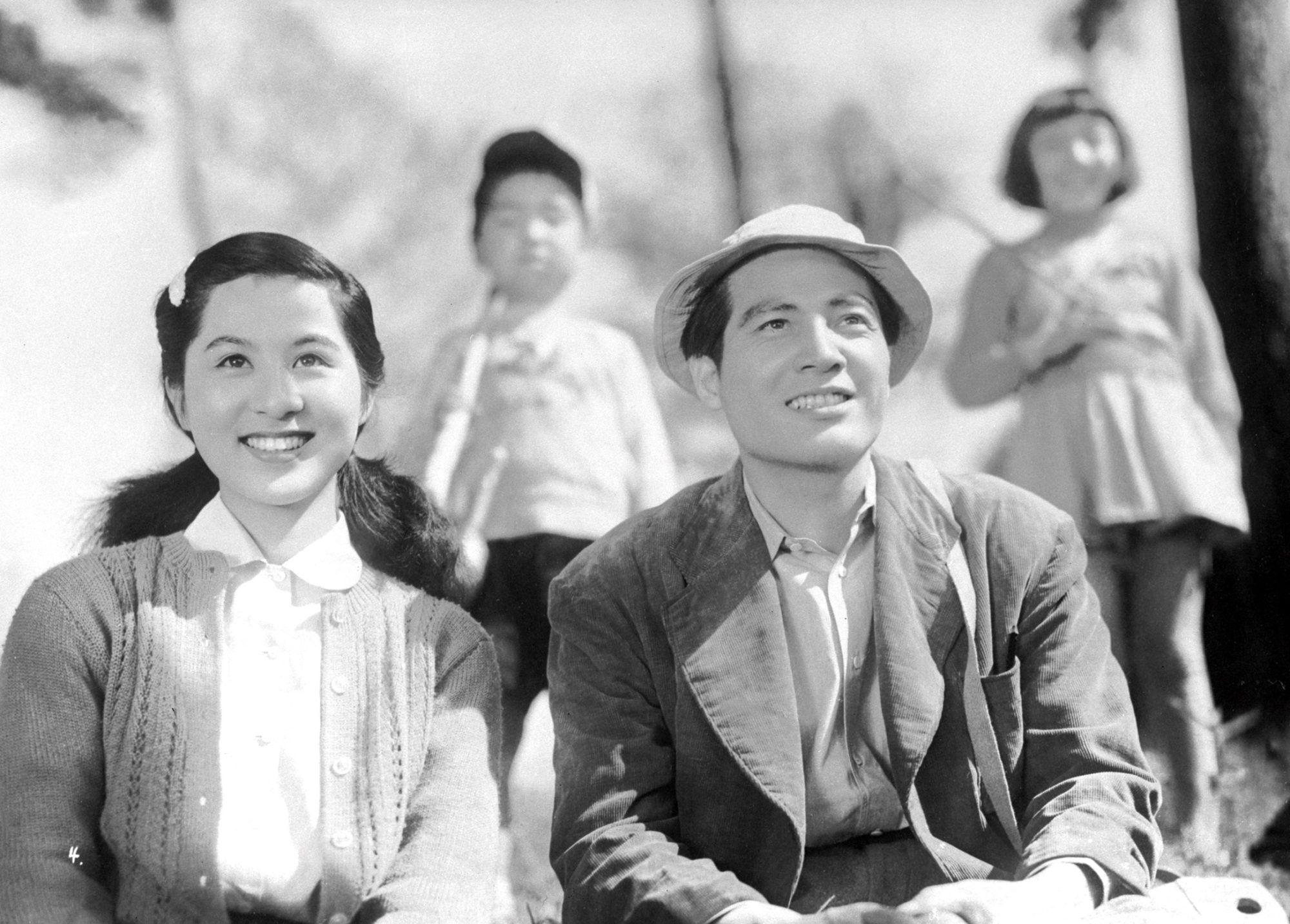
『おかあさん』（1952年）。左は香川京子。

『二十四時間の情事』（1959年）

- また逢う日まで（1950年、東宝） - 田島三郎
- 拳銃の前に立つ母（1950年、大映）
- 風にそよぐ葦（1951年、東横映画） - 広瀬充次郎
- わが一高時代の犯罪（1951年、東映） - 妻木幸一郎
- 風雪二十年（1951年、東映） - 波切達彦
- 泣きぬれた人形（1951年、松竹） - 主演.美空ひばり
- 真空地帯（1952年、新星映画） - 岡本法務少尉
- おかあさん （1952年、新東宝） - 平井信二郎
- 母を恋う歌（1952年、東宝） - 大野一郎
- 山びこ学校（1952年、八木プロ） - 須村
- ひめゆりの塔（1953年、東映） - 玉井先生
- 魅せられたる魂（1953年、東映） - 飛田　※原作：ロマン・ロラン
- ひろしま（1953年、北星） - 北川先生　※ベルリン国際映画祭長編劇映画賞受賞作品
- 若き日の啄木 雲は天才である（1954年、新東宝） - 石川啄木
- 花と波涛（1954年、新東宝） - 大槻正昭
- 人間魚雷回天 （1955年、新東宝）
- ここに泉あり（1955年、松竹） - 速水明
- 青銅の基督（1955年、松竹） - 萩原裕佐
- 花のゆくえ（1955年、日活） - 浜村浩
- 暴力街（1955年、東映） - 榊大吉
- 拳銃対拳銃（1956年、東映） - 三谷純
- 鞍馬天狗 白馬の密使（1956年、東映） - 宗像近江守
- チョップ先生（1956年、東映）
- 少年探偵団シリーズ（1956年 - 1957年、東映） - 明智小五郎
- 純愛物語（1957年、東映） - 下山観察官　※ベルリン国際映画祭監督賞受賞作品
- 美しき姉妹の物語　悶える早春（1958年、東映） - 本山忠助
- 不敵なる反抗（1958年、東映） - 相沢真一
- 新吾十番勝負（1959年、東映） - 真崎庄三郎
- 二十四時間の情事（1959年、日仏合作） ※カンヌ国際映画祭国際批評家賞受賞、第33回アカデミー賞脚本賞ノミネート
- 素晴らしき娘たち（1959年、東映） - 小田切
- 父と娘（1959年、東映） - 掛川清
- 丹下左膳 妖刀濡れ燕（1960年、東映） - 天野伝八郎
- 富士に立つ若武者（1961年、東映） - 北条宗時
- 鳴門秘帖（1961年、東映）
- 鳴門秘帖 完結篇（1961年、東映）
- 水戸黄門 助さん格さん大暴れ（1961年、東映） - 藤井紋太夫
- Du rififi à Tokyo 東京の喧嘩（1962年、フランス&イタリア合作映画） ※共演：岸惠子、シャルル・ヴァネル、カールハインツ・ベーム（日本未公開）
- 彼女と彼（1963年、岩波映画） - 石川英一　※ベルリン国際映画祭女優賞（左幸子）、国際カトリック映画事務局賞受賞作品
- 侵略（1963年、ユニバーサル・ピクチャーズ） - Deong　※共演：マーロン・ブランド
- 香華（1964年、松竹） - 野沢
- 砂の女（1964年、東宝） - 男（仁木順平） ※カンヌ国際映画祭審査員特別賞受賞作品
- 暗殺 （1964年、松竹）
- 恋人よ（1964年、松竹） - 江見照信
- 異聞猿飛佐助 (1965年)
- 母の歳月（1965年、松竹） - 北上周介
- 空いっぱいの涙（1966年、松竹） - 永井連吉
- 智恵子抄 （1967年、松竹） - 椿　※第40回アカデミー賞外国語映画賞本選ノミネート作品
- 宇宙大怪獣ギララ（1967年、松竹） - 加藤博士
- バラ色の二人（1967、松竹） - 岩本部長
- 博徒解散式（1968年、東映） - 前田利一郎
- 黒部の太陽（1968年、日活） - 吉野
- 昭和のいのち（1968年、日活） - 笹島医師
- 弾痕（1969年、東宝） - ジョージ北林
- 女体（1969年、大映） - 石堂信之
- 夕陽の恋人（1969年、松竹） - 二宮毅一郎
- 栄光への反逆（1970年、東宝） - 佐々木正助
- 無常（1970年、ATG）
- 鮮血の記録 (1970年、日活)
- 甦える大地（1971年、松竹） - 岩下三雄
- 闇の中の魑魅魍魎（1971年、松竹） - 池添美雅
- 沈黙 SILENCE（1971年、表現社＝マコインターナショナル） - 井上筑後守
- 薔薇の標的（1972年、東宝） - マイク立花
- 辻が花（1972年、松竹） - 田畑
- 新座頭市物語 笠間の血祭り（1973年、東宝） - 常陸屋新兵衛
- 子連れ狼 冥府魔道（1973年、東宝） - 脇田将監
- 修羅雪姫（1973年、東宝） - 塚本儀四郎
- 涙のあとから微笑みが（1974年） - 吉見
- わが道（1974年、近代映画協会） - 被告弁護士
- ザ・ヤクザ（1974年、ワーナー・ブラザース） - Toshiro Tono
- エスパイ（1974年、東宝） - サラバッド[1]
- 球形の荒野（1975年、松竹） - 村尾芳生
- 吾輩は猫である（1975年、東宝） - 文明中学校長
- 君よ憤怒の河を渉れ（1976年、松竹） - 堂塔正康
- 凍河（1976年、松竹）
- 大地の子守歌（1976年、松竹） - 伝導師
- 北の宿から（1976年、松竹） - 高宮哲男
- パーマネント・ブルー 真夏の恋 (1976年、松竹） - 少年の父
- アラスカ物語（1977年、東宝） - アマオーカ
- 歌麿 夢と知りせば（1977年、日本ヘラルド映画） - 田沼意次
- 青春の門 自立篇（1977年、東宝） - 結城実
- 恋人岬（1977年、松竹） - 東儀教授
- 若い人（1977年、東宝） - 岡島先生　※原作：石坂洋次郎
- 日本の仁義（1977年、東映） - 稲田洋平
- 皇帝のいない八月（1978年、松竹） - 徳永陸将補
- ブルークリスマス（1978年、東宝） - 兵藤光彦
- 原子力戦争（1978年、ATG） - 神山教授
- ふりむけば愛（1978年、東宝） - 田丸竜之介
- 黄金の犬（1979年、松竹） - 阿形秀平
- 幸福号出帆（1980年、東映セントラルフィルム） - 張
- 地震列島（1980年、東宝） - 渡辺教授[4]
- 冒険者カミカゼ -ADVENTURER KAMIKAZE- （1981年、東映） - 堂島有三
- 狂った果実（1981年、にっかつ） - 東野保彦
- おんな6丁目 蜜の味（1982年、東映） - 久松幸蔵
- 南極物語（1983年、東宝） - 第一次越冬隊・小沢隊長
- アギ 鬼神の怒り（1984年、シネルクス） - 近江守
- 春の鐘（1985年、東宝）
- オイディプスの刃（1986年、東宝） - 駿介（古尾谷雅人）の伯父
- グリーン・レクイエム（1988年、東北新社） - 岡田善一郎
- 陽炎（1991年、バンダイ・松竹） - 大野政吉
- 渋滞（1991年、アルゴプロジェクト） - 藤市松
- 遥かな時代の階段を（1995年、フォーライフレコード） - 白い男
- 人でなしの恋（1995年、松竹） - 二階堂先生[注釈 2]

など

### テレビドラマ
- ある落日（1965年、THK）
- 連続テレビ小説 / おはなはん（1966年‐1967年、NHK）
- 俺は用心棒（1967年、NET） - 清川八郎
- レモンのような女 第4話「土の館」（1967年、TBS）
- 日本剣客伝 第4話「塚原卜伝」（1968年、NET）
- 牢獄の花嫁（1968年、TBS）- 塙江漢
- 大河ドラマ（NHK）
  - 天と地と（1969年） - 諏訪頼重
  - 樅ノ木は残った（1970年） - 久世大和守
  - 新・平家物語（1972年） - 熊谷次郎直実
- 無用ノ介 第5話「夕日と弓と無用ノ介」（1969年、NTV） - 水堂正典
- おんなの劇場 / 宵待草[5] (1969年、フジテレビ）　-竹久夢二
- プレイガールシリーズ（12ch）
  - プレイガール 第10話「女心に手錠をかけて」（1969年） - 大場
  - プレイガールQ 第14話「女極道うらみ節」（1975年） - 宇津見
- ザ・ガードマン（TBS）
  - 第228話「化物屋敷に三匹の狼」（1969年）
  - 第269話「団地奥さんがスターになる方法」（1970年）
- キイハンター（TBS）
  - 第105話「世界殺人集団南国の決闘」（1970年） - 館脇外交官
  - 第243話「情無用! 人殺しの神様」（1972年） - 浅井神父
- ゴールドアイ 第1話「闇を裂く男たち」（1970年、NTV） - 中原英雄
- 大忠臣蔵（1971年、NET） - 山田宗徧
- 水戸黄門（TBS / C.A.L）
  - 第3部
    - 第1話「南から来た密使 -江戸-」（1971年11月29日） - 島津左京
    - 第28話「暗雲晴れて -薩摩・江戸-」（1972年6月5日） - 島津左京

  - 第4部 第35話「旅こそ人生 -水戸-」（1973年9月17日） - 谷口武兵衛
  - 第5部 第16話「陰謀の罠 -広島-」（1974年7月15日） - 浅野日向守
  - 第6部
    - 第1話「怒れ！薩摩隼人 -鹿児島-」（1975年3月31日） - 高城主水
    - 第12話「宍道湖慕情 ‐松江‐」（1975年6月16日） - 山部兵部

  - 第7部
    - 第11話「津軽こぎん -弘前-」（1976年8月2日） - 沢渡光成
    - 第20話「暴れ姫君 -会津-」（1976年10月4日） - 森山大膳

  - 第11部 第10話「北の岬の仇討 -八戸-」（1980年10月20日） - 緒方放庵
  - 第14部 第8話「陰謀砕いた薪能 -盛岡-」（1983年12月19日） - 高森将監
- 恐怖劇場アンバランス 第3話「殺しのゲーム」（1973年、CX） - 岡田正男
- 子連れ狼（NTV）
  - 第1部 第1話「子貸し腕貸しつかまつる」（1973年） - 杉戸監物
  - 第3部 第12話「武衛流抱え撃ち」（1976年） - 酒井大和守
- 非情のライセンス 第1シリーズ 第3話「兇悪の華」（1973年、NET）
- アイフル大作戦 第13話「逃亡と追跡! 赤い唇100万$」（1973年、TBS）
- 女・その愛のシリーズ 第4話「瀧の白糸」（1973年、NET） - 裁判官
- 必殺シリーズ（ABC / 松竹）
  - 助け人走る 第22話「父子大相剋」（1974年） - 田原与左衛門
  - 必殺必中仕事屋稼業 第13話「度胸で勝負」・第14話「招かれて勝負」（1975年） - 板倉屋藤兵衛
  - 必殺からくり人 第2話「津軽じょんがらに涙をどうぞ」（1976年） - 弥蔵
  - 新・必殺からくり人 第2話「東海道五十三次殺し旅 戸塚」（1977年） - 蓬莱屋加兵衛
  - 必殺からくり人 富嶽百景殺し旅 第1話「江戸日本橋」（1978年）- 西村永寿堂与八
  - 翔べ! 必殺うらごろし 第14話「額の傷が見た! 恐怖のあしたを」（1979年） - 仁平
  - 特別編必殺仕事人 恐怖の大仕事 水戸・尾張・紀伊（1981年） - 室田屋利兵衛
- おしどり右京捕物車 第22話「峠」（1974年、ABC） - 倉田総三
- 妻は告白する（1974年、TBS）
- 荒野の素浪人 第2シリーズ 第28話「異人武士道」（1974年、NET） - 白鳥右京
- 破れ傘刀舟 悪人狩り 第2話「鉄砲傷が呼んでいる」（1974年、NET） - 立花主計
- ウルトラマンレオ 第28話「帰ってきたひげ船長!」（1974年、TBS） - ひげ船長
- ふりむくな鶴吉 第44話「仲秋の名月」（1974年、NHK）
- 伝七捕物帳 （NTV）
  - 第41話「殺しの投げ文」（1974年）- 石巻屋
  - 第73話「母恋い怨み花」（1975年） - 惣右衛門
  - 第89話「情けのかんざし供養」（1975年） - 遠州屋
  - 第116話「恨みの子守唄」（1976年） - 上州屋
  - 第151話「売られた恩の落し穴」（1977年）
- 賞金稼ぎ 第2話「皆殺しのバラード」（1975年、NET） - 疾風の紋三
- けんか安兵衛 第7話「縄張」（1975年、KTV） - 唐馬の文五郎
- TOKYO DETECTIVE 二人の事件簿 第9話「仏罪」（1975年、ABC）
- 俺たちの旅（1975年、NTV） - 長谷義隆
- なつかしき海の歌（TBS、1975年9月21日） - 川田報道局長
- 影同心II （1975年、MBS） - 稲葉新左衛門
- 高原へいらっしゃい（1976年、TBS） - 大場専造
- 大非常線 第1話「愛の天使」（1976年、NET）
- 夫婦旅日記 さらば浪人 第6話「花におう里」（1976年、CX）
- 遠山の金さん 杉良太郎版 （NET/東映）
  - 第1シリーズ
    - 第64話「引廻しの女」（1976年） -両国米問屋 佐野屋萬蔵(風の簑吉)
    - 第90話「夫婦ざくら」（1977年） -石塚兵部

  - 第2シリーズ 第3話「火神に憑かれた娘」（1979年）-大戸屋儀助
- 太陽にほえろ! （NTV）
  - 第220話「ジュンの復讐」（1976年） - 佐々木大造
  - 第276話「初恋」（1977年） - 浜田
  - 第380話「見込捜査」（1979年） - 鹿取大三弁護士
- 特捜最前線（ANB） - 内藤刑事部長
  - 第1話「愛の十字架」（1977年）
  - 第10話「母・その愛の標的」（1977年）
  - 第95話「爆破魔・傷だらけのアイドル!」（1979年）
- 横溝正史シリーズ / 犬神家の一族（1977年、MBS） - 犬神佐兵衛
- 人形佐七捕物帳 第2話「罠で砕いた木十手」（1977年、ANB） - 熊七
- 伝七捕物帳 第151話「売られた恩の落し穴」（1977年、NTV） - 房吉
- 達磨大助事件帳 第1話「唄祭り姉妹しぐれ」（1977年、ANB / 前進座 / 国際放映） - 村松源太夫
- 横溝正史シリーズII / 真珠郎（1978年、MBS） - 鵜藤
- 江戸の鷹 御用部屋犯科帖（1978年、ANB・三船プロダクション） - 田沼意次
- 白い巨塔（1978年、CX） - 里見清一
- 消えた巨人軍（1978年、NTV） - 読売ジャイアンツ・長谷川代表
- 土曜ワイド劇場（ANB）
  - 黒水仙の美女 江戸川乱歩の「暗黒星」（1978年） - 伊志田鉄造
  - エマニエルの美女 江戸川乱歩の「化人幻戯」（1980年） - 大河原義明
  - 鏡地獄の美女 江戸川乱歩の「影男」 - 毛利幾造
  - 二人の妻をもつ男（1982年）
  - 横溝正史の真珠郎（1983年）
  - 女優殺し（1983年）
  - 女弁護士 朝吹里矢子シリーズ9 相続欠格の謎（1987年）
- 新五捕物帳 第14話「怒りの十手に血が騒ぐ」（1978年、NTV） - 樽屋仙右衛門
- 大空港（CX）
  - 第20話「恐怖の復讐!! 特捜部25時間の斗い」（1978年） - 加納敬一郎
  - 第75話「失われた戦場 さらば友よ!」（1980年） - 八木竜太
- 西遊記 第1話「石猿誕生す」（1978年、NTV）
- 吉宗評判記 暴れん坊将軍（ANB）
  - 第43話「お庭番非情!」（1978年） - 中津清右衛門
  - 第157話「呪われた千両箱」（1981年） - 吉兵衛
- 風光る・亜紀子（1979年、ANB） - 剛
- 駆け込みビル7号室 第7話「パリ－東京! 秘められた青春をさがせ」（1979年、CX） - 緒方
- 東京大地震マグニチュード8.1（1980年、ytv） - 水原大蔵大臣
- 大捜査線 第13話「標的という名の女」（1980年、CX）
- 加山雄三のブラック・ジャック 第1話「かりそめの愛を」（1981年、ANB）
- 江戸の用心棒 第1話「三人の命知らず」（1981年、CX / 東宝） - 越前屋
- 火曜サスペンス劇場（NTV）
  - 消えたタンカー（1981年、東宝映像） - 宮本信一郎
  - 死の断崖 （1982年） - 大橋浩太郎
  - 女検事・霞夕子シリーズ2 白い影（1986年、東海映画社） - 天沼道暢
  - 恋の友だち 〜ミス日本の犯罪〜（1989年、プロジェクトエー）
  - 京都・女性記者シリーズ「京都北国殺人街道」（1993年、松竹） - 田村春吉
- 同心暁蘭之介（1981年 - 1982年、CX） - 榊原主計
- 大岡越前（TBS / C.A.L）
  - 第6部 第27話「殺生禁断!鯉の罠」（1982年9月6日） - 酒井丹後守
  - 第7部 第1話「大岡越前」（1983年4月18日） - 森八太夫
  - 第8部 第13話「復讐唐人剣」（1984年10月15日） - 多々良頼母
- 遠山の金さん（ANB）
  - 第1シリーズ 第27話「大屋根に立つ美貌の女盗賊!」（1982年） - 文三
  - 第1シリーズ 第120話「女優志願! 火の国から来た女」（1984年）
- ザ・サスペンス「消えた日曜日」（1984年6月9日、TBS）
- 木曜ゴールデンドラマ / 夫婦関係（1986年、YTV）
- 江戸を斬るVII 第29話「血染めの遠山桜」・第30話「天下を救う名裁き」（1987年、TBS） - 水野備前守
- 荒木又右衛門 決戦・鍵屋の辻（1990年、NHK） - 荒尾志摩
- しゃぼん玉（1991年、CX） - 辻 岩男
- 土曜ドラマ（NHK）
  - チロルの挽歌（1992年） - 半田厳
- 鬼平犯科帳 第5シリーズ 第6話 「白根の万左衛門」 (1994年、CX） - 白根の万左衛門

など